# Coux-et-Bigaroque
Coux-et-Bigaroque – miejscowość i dawna gmina we Francji, w regionie Nowa Akwitania, w departamencie Dordogne. W dniu 1 stycznia 2016 roku z połączenia dwóch ówczesnych gmin – Coux-et-Bigaroque oraz Mouzens – utworzono nową gminę Coux et Bigaroque-Mouzens. Siedzibą gminy została miejscowość Coux-et-Bigaroque. W 2013 roku populacja Coux-et-Bigaroque wynosiła 1000 mieszkańców. 